# Băile Govora
Băile Govora (o simplement Govora) és una ciutat termal romanesa al comtat de Vâlcea, al voltant de 20 km al sud-oest de Râmnicu Vâlcea i a l'oest del riu Olt, a la regió històrica d'Oltènia.
Entre les característiques més destacades de la ciutat (al costat de les seves fonts minerals, recomanades per a diverses malalties) hi ha l'abadia de Govora (construïda al segle xv i consolidada per Matei Basarab i posteriorment per Constantin Brâncoveanu) i el proper monestir de Dintr-un lemn (XVI o Segle XVII; la llegenda del seu origen va ser registrada per Pau d'Alep).
L'abadia de Govora va ser el lloc on Matei Basarab va introduir la primera impremta a Valàquia - on es va publicar el primer codi de lleis escrit en romanès, Pravila de la Govora, el 1640.
La ciutat administra tres pobles: Curăturile, Gătejești i Prajila.